# Теофіло Спасоєвич
Теофіло Спасоєвич (серб. Теофило Спасојевић/Teofilo Spasojević, нар. 21 січня 1909, Белград  — пом. 28 лютого 1970, там само) —  югославський футболіст, що грав на позиції захисника. Відомий виступами за клуб «Югославія», а також національну збірну Югославії. Півфіналіст чемпіонату світу 1930 року. 
| Дата       | Місто        | Господарі | Результат | Гості     | Турнір                  | Голи | Примітки |
| ---------- | ------------ | --------- | --------- | --------- | ----------------------- | ---- | -------- |
| 06.05.1928 | Белград      | Югославія | 3 – 1     | Румунія   | Кубок короля Олександра | -    |          |
| 03.08.1930 | Буенос-Айрес | Аргентина | 3 – 1     | Югославія | товариський матч        | -    |          |
| Усього     |              | Матчів    | 2         |           | Голів                   | 0    |          |

## Титули і досягнення
- Бронзовий призер чемпіонату світу: 1930